# Russische Socialistische Federatieve Sovjetrepubliek
Russische Socialistische Federatieve Sovjetrepubliek (RSFSR) (Russisch: Росси́йская Сове́тская Федерати́вная Социалисти́ческая Респу́блика (РСФСР), Rossijskaja Sovjetskaja Federativnaja Sotsialistitsjeskaja Respoeblika) was van 1917 tot 1922 een onafhankelijke federale socialistische staat. De staat werd in november 1917 geformeerd uit de delen die onder controle stonden van bolsjewistisch Rusland. Vanaf de oprichting van de Sovjet-Unie in december 1922 maakte de federatie daar deel van uit.
Sindsdien is de omvang grotendeels hetzelfde gebleven, afgezien van een aantal annexaties en grenscorrecties met de Baltische staten en Finland. Eind 1991 viel de Sovjet-Unie uiteen en ging de Russische SFSR staatkundig over in de Russische Federatie. Ze had bij de laatste volkstelling van 1989 ruim 147 miljoen inwoners. De hoofdstad was Moskou, tevens de hoofdstad van de Sovjet-Unie.

## Bevolkingssamenstelling
In 1970 bestond ruim 83% van de bevolking van de Russische SFSR uit Russen en voor 3% uit Oekraïners, 7% van de bevolking bestond uit Turkse en Perzische volkeren. Daarnaast waren er nog diverse kleinere bevolkingsgroepen. Voor actuele gegevens in Rusland, zie het artikel Russische Federatie.

## Bestuurlijke indeling
Bij de opheffing van de Russische SFSR bestond deze uit 49 oblasten (gewone provincies), 6 krajs (grote provincies), 16 autonome socialistische sovjetrepublieken, 5 autonome oblasten en tien nationale okroegs.

## Bestuur
Aanvankelijk was de voorzitter van het Centraal Uitvoerende Comité van de Opperste Sovjet van de Russische SFSR het staatshoofd. In 1938 veranderde dat en werd de voorzitter van de Opperste Sovjet van de Russische SFSR het staatshoofd. De persoon die als staatshoofd fungeerde, bleef dezelfde: Michail Kalinin, die de functie van 1919 tot vlak voor zijn dood in 1946 vervulde, zonder veel invloed te hebben.
De Opperste Sovjet van de Russische SFSR fungeerde als parlement. De voorzitter van de Opperste Sovjet van de Russische SFSR was tevens lid van de Opperste Sovjet van de Sovjet-Unie, wat overigens gold voor alle voorzitters van de Opperste Sovjets van de unierepublieken (socialistische sovjetrepublieken). Zo had iedere unierepubliek een afgevaardigde en op die manier wist men de etnische spanningen te verminderen.
De Russische SFSR had tevens een eigen Raad van Volkscommissarissen (Sovnarkom), vanaf maart 1946 Ministerraad geheten. Ivan Silajev was de laatste voorzitter van deze ministerraad. Het laatste staatshoofd was Boris Jeltsin. Hij verklaarde het land in 1991 onafhankelijk en noemde het de Russische Federatie. Als eerste president van de Federatie bleef hij staatshoofd.

## Geschiedenis
Zie:
- Russische Revolutie
- Bolsjewistisch Rusland

## Economie
De economie van de Russische SFSR was evenals elders in de Sovjet-Unie geregeld via vijfjarenplannen. De economie werd centraal geregeld (planeconomie) via een Opperste Economische Raad, dat echter slechts een onderdeel was van de Opperste Economische Raad van de USSR (Gosplan). Omdat het land zo groot is, en het plannen van de economie vrij moeilijk was, was de republiek opgedeeld in 10 economische zones. Zware industrie, bosbouw en landbouw vormden de motor van de economie.
Privébezit was toegestaan, maar wel beperkt. De meeste bedrijven (behalve de kleine) waren eigendom van de staat, evenals het land, dat gecollectiviseerd was. Er waren kolchozen (collectieve boerengemeenschappen) en sovchozen, staatsboerderijen. Jozef Stalin liet de Russische SFSR, de Wit-Russische SSR en de Oekraïense SSR het snelst collectiviseren.
De levensstandaard in de republiek was de hoogste van de Sovjet-Unie, hoewel de Oekraïense SSR en de Wit-Russische SSR qua levensstandaard in de buurt kwamen. Toch was de Russische SFSR niet welvarend; op veel plekken leefden mensen in armoede.